# IC 2434
IC 2434 est une vaste galaxie spirale barrée située dans la constellation du Lynx. Sa vitesse par rapport au fond diffus cosmologique est de 7 360 ± 16 km/s, ce qui correspond à une distance de Hubble de 108,6 ± 7,6 Mpc (∼354 millions d'al). IC 2434 a été découverte par l'astronome français Stéphane Javelle en 1896.
IC 2434 présente une large raie HI.
Selon la base de données Simbad, IC 2434 est une radiogalaxie.
À ce jour, quatre mesures non basées sur le décalage vers le rouge (redshift) donnent une distance de 97,325 ± 6,796 Mpc (∼317 millions d'al), ce qui est à l'intérieur des valeurs de la distance de Hubble.

## Groupe de NGC 2746
IC 2434 fait partie du groupe de NGC 2746. Outre NGC 2746, ce groupe comprend au moins deux autres galaxies : NGC 2759 et UGC 4767 (noté 0902+3632 pour CGCG 0902.6+36362 dans l'article d'Abraham Mahtessian). 